# مسجد فاضل باشا
هو مسجد أثري يقع في منطقة السيدة زينب بمحافظة القاهرة بمصر، بناه الأمير سيف الدين بشتاك الناصري ، وهو أحد أمراء المماليك في عهد السلطان قلاوون ، وبنى بقربه كُتّابا عٌرف باسمه ايضاً.
تغير اسم المسجد في عام 1861 ، عقب إصدار والدة الأمير فاضل أمرًا بإعادة بناء المسجد ونسبته لابنها مصطفى فاضل باشا شقيق الخديوي إسماعيل.
يُعرف المسجد اليوم باسم مسجد الشيخ محمد رفعت ، وهو قارئ قرءان مصري مشهور عُرف بملازمة هذا المسجد.